# トルコの大統領
トルコの大統領（トルコのだいとうりょう、トルコ語: Türkiye Cumhuriyeti Cumhurbaşkanı）は、トルコ共和国の元首であり、政府の長たる大統領である。

## 選出
1982年に制定された現行憲法では、大統領は立法府である議会（トルコ大国民議会）により選出されると規定されていたが、2007年の憲法改正により、国会議員20名以上または直近の総選挙で10パーセント以上の票を得た政党に推薦された候補者から国民投票により選出されるよう規定が改められた。
第1回の投票で過半数に達した候補者がいない場合は、上位得票者2名による決選投票が行われ、過半数を得た候補者が当選する。憲法の規定により、任期は5年とされ、3選は禁止されている。また、国会議員との兼任も禁止されている。旧規定では、大統領の選出は議会での第1回の投票で3分に2以上得票する候補者がいなければ、第4回まで投票が行われる。ただし、第3回で決定しなければ第4回の投票は過半数の得票を当選条件とするとされていた。また、任期は7年間とされ、再選も禁止されていた。

## 権限
トルコ共和国憲法104条の規定により、大統領の権限は以下のように定められている。

### 立法
- 議会の開会宣言
- 議会の臨時招集
- 法律の公布
- 法案への拒否権行使
- 憲法改正案の国民投票付託
- 憲法裁判所に対する法律・政令・議会規則の再審請求
- 議会選挙の施行

### 行政
- 大臣の任命
- 臨時閣議の招集及び主催
- 特命全権大使の信任
- 外国大使の接受
- 条約の批准及び公布
- 議会の付託による軍の最高指揮権の行使
- 軍に対する指揮命令
- 参謀総長の任命
- 国家安全保障会議（Milli Güvenlik Kurulu）の召集及び主催
- 戒厳令及び非常事態の宣言
- 非常時に法律を代替する政令の公布・政令への署名・恩赦の施行
- 国家監察機構（Devlet Denetleme Kurulu）委員及び委員長の任命
- 国家監察機構への指導
- 高等教育機構（Yükseköğretim Kurulu）委員の任命
- 大学学長の任命

### 司法
- 憲法裁判所裁判官の任命
- 国家評議会（Danıştay）委員の4分の1の任命
- 検事総長（Yargıtay Cumhuriyet Başsavcısı）の任命
- 検事総長代理（Yargıtay Cumhuriyet Başsavcıvekili）の任命
- 軍事最高行政裁判所（Askeri Yüksek İdare Mahkemesi）裁判官の任命
- 裁判官・検察官高等機構（Hakimler ve Savcılar Yüksek Kurulu）の委員の任命

## その他
大統領官邸は、首都であるアンカラ市内のチャンカヤ地区（Çankaya İlçesi）に置かれている。トルコ政界では、官邸所在地の「チャンカヤ」がしばしば大統領を指す別称として用いられる。

## 大統領の一覧
| 議会選出 (1923-2014) | 議会選出 (1923-2014)                                          | 議会選出 (1923-2014) | 議会選出 (1923-2014) | 議会選出 (1923-2014)          | 議会選出 (1923-2014)            | 議会選出 (1923-2014) | 議会選出 (1923-2014)                    |
| 代                   | 大統領                                                        | 大統領               | 所属政党             | 期                            | 在任期間                        | 在任期間             | 備考                                    |
| -------------------- | ------------------------------------------------------------- | -------------------- | -------------------- | ----------------------------- | ------------------------------- | -------------------- | --------------------------------------- |
| 001                  | ムスタファ・ケマル・アタテュルク Mustafa Kemal Atatürk        |                      | 共和人民党 （CHP）   | 1                             | 1923年10月29日 - 1927年11月1日  | 15年 + 12日          |                                         |
| 001                  | ムスタファ・ケマル・アタテュルク Mustafa Kemal Atatürk        | 2                    | 共和人民党 （CHP）   | 1927年11月1日 - 1931年5月4日  |                                 | 15年 + 12日          |                                         |
| 001                  | ムスタファ・ケマル・アタテュルク Mustafa Kemal Atatürk        | 3                    | 共和人民党 （CHP）   | 1931年5月4日 - 1935年3月1日   |                                 | 15年 + 12日          |                                         |
| 001                  | ムスタファ・ケマル・アタテュルク Mustafa Kemal Atatürk        | 4                    | 共和人民党 （CHP）   | 1935年3月1日 - 1938年11月10日 | 在任中に死去                    | 15年 + 12日          |                                         |
| 00－                 | ムスタファ・アブデュルハリク・レンダ Mustafa Abdülhalik Renda | 4                    |                      | 共和人民党 （CHP）            | 1938年11月10日 - 1938年11月11日 | 1日                  | 大統領代行 （大国民議会議長）           |
| 002                  | イスメト・イノニュ İsmet İnönü                                |                      | 共和人民党 （CHP）   | 5                             | 1938年11月11日 - 1939年4月3日   | 11年 + 192日         |                                         |
| 002                  | イスメト・イノニュ İsmet İnönü                                | 6                    | 共和人民党 （CHP）   | 1939年4月3日 - 1943年3月8日   |                                 | 11年 + 192日         |                                         |
| 002                  | イスメト・イノニュ İsmet İnönü                                | 7                    | 共和人民党 （CHP）   | 1943年3月8日 - 1946年8月5日   |                                 | 11年 + 192日         |                                         |
| 002                  | イスメト・イノニュ İsmet İnönü                                | 8                    | 共和人民党 （CHP）   | 1946年8月5日 - 1950年5月22日  |                                 | 11年 + 192日         |                                         |
| 003                  | ジェラル・バヤル Celal Bayar                                  |                      | 民主党 （DP）        | 9                             | 1950年5月22日 - 1954年5月14日   | 10年 + 5日           |                                         |
| 003                  | ジェラル・バヤル Celal Bayar                                  | 10                   | 民主党 （DP）        | 1954年5月14日 - 1957年1月11日 |                                 | 10年 + 5日           |                                         |
| 003                  | ジェラル・バヤル Celal Bayar                                  | 11                   | 民主党 （DP）        | 1957年1月11日 - 1960年5月27日 | 任期満了前に辞任                | 10年 + 5日           |                                         |
| 00－                 | ジェマル・ギュルセル Cemal Gürsel                             |                      | 無所属 （軍人）      | －                            | 1960年5月27日 - 1961年10月10日  | 1年 + 136日          | 暫定元首 （国民統一評議会議長）         |
| 004                  | ジェマル・ギュルセル Cemal Gürsel                             | 無所属               | 12                   | 1961年10月10日 - 1966年2月2日 | 4年 + 115日                     | 任期満了前に辞任     |                                         |
| 00－                 | イブラヒム・シェヴキ・アタサグン İbrahim Şevki Atasagun       |                      | 12                   | 無所属                        | 1966年2月2日 - 1966年3月28日    | 54日                 | 大統領代行 （上院議長）                 |
| 005                  | ジェヴデト・スナイ Cevdet Sunay                               |                      | 無所属               | 13                            | 1966年3月28日 - 1973年3月28日   | 7年 + 0日            |                                         |
| 00－                 | テキン・アルブルン Tekin Arıburun                             |                      | 公正党 （AP）        | －                            | 1973年3月28日 - 1973年4月6日    | 9日                  | 大統領代行 （上院議長）                 |
| 006                  | ファフリ・コルテュルク Fahri Korutürk                         |                      | 無所属               | 14                            | 1973年4月6日 - 1980年4月6日     | 7年 + 0日            |                                         |
| 00－                 | イフサン・サブリ・チャーラヤンギル İhsan Sabri Çağlayangil    |                      | 公正党 （AP）        | －                            | 1980年4月6日 - 1980年9月12日    | 159日                | 大統領代行 （上院議長）任期満了前に辞任 |
| 00－                 | ケナン・エヴレン Kenan Evren                                  |                      | 無所属 （軍人）      | －                            | 1980年9月12日 - 1982年11月9日   | 2年 + 58日           | 暫定元首 （国家安全保障評議会議長）     |
| 007                  | ケナン・エヴレン Kenan Evren                                  | 無所属               | 15                   | 1982年11月9日 - 1989年11月9日 | 7年 + 0日                       |                      |                                         |
| 008                  | トゥルグト・オザル Turgut Özal                                |                      | 祖国党 （ANAP）      | 16                            | 1989年11月9日 - 1993年4月17日   | 3年 + 159日          | 在任中に死去                            |
| 00－                 | ヒュサメッティン・ジンドルク Hüsamettin Cindoruk              |                      | 正道党 （DYP）       | 16                            | 1993年4月17日 - 1993年5月16日   | 29日                 | 大統領代行 （大国民議会議長）           |
| 009                  | スュレイマン・デミレル Süleyman Demirel                       |                      | 正道党 （DYP）       | 17                            | 1993年5月16日 - 2000年5月16日   | 7年 + 0日            |                                         |
| 010                  | アフメト・ネジデト・セゼル Ahmet Necdet Sezer                 |                      | 無所属               | 18                            | 2000年5月16日 - 2007年8月28日   | 7年 + 104日          |                                         |
| 011                  | アブドゥラー・ギュル Abdullah Gül                             |                      | 公正発展党 （AKP）   | 19                            | 2007年8月28日 - 2014年8月28日   | 7年 + 0日            |                                         |
| 直接選挙 (2014-現在) |                                                               |                      |                      |                               |                                 |                      |                                         |
| 012                  | レジェップ・タイイップ・エルドアン Recep Tayyip Erdoğan       |                      | 公正発展党 （AKP）   | 20                            | 2014年8月28日 - 2018年7月9日    | 10年 + 336日         |                                         |
| 012                  | レジェップ・タイイップ・エルドアン Recep Tayyip Erdoğan       | 21                   | 公正発展党 （AKP）   | 2018年7月9日 - 2023年6月3日   |                                 | 10年 + 336日         |                                         |
| 012                  | レジェップ・タイイップ・エルドアン Recep Tayyip Erdoğan       | 22                   | 公正発展党 （AKP）   | 2023年6月3日 - （現職）       |                                 | 10年 + 336日         |                                         |